# Maja Konarska
Maja Konarska (ur. 12 lipca 1973 w Szczecinie) – polska wokalistka, kompozytorka, pianistka, autorka tekstów i fotografik. Członkini Akademii Fonograficznej ZPAV. Znana z wieloletnich występów w grupie muzycznej Moonlight. Przed dołączeniem do zespołu śpiewała w Chórze Politechniki Szczecińskiej.
W 1996 roku wystąpiła gościnnie na albumie grupy Sirrah pt. Acme. Konarska wystąpiła również gościnnie w utworze „Ku Zjednoczeniu” grupy Tumbao, który ukazał się w 2002 roku na płycie Rise My Soul. Śpiewała piosenkę z czołówki serialu „Życie jak poker” emitowanego na antenie stacji telewizyjnej Polsat w latach 1998−1999.
Po rozwiązaniu zespołu Moonlight w 2007 roku, Konarska kontynuuje działalność artystyczną jako fotografik. Pracuje również jako bibliotekarka w Akademii Morskiej w Szczecinie. Od 2015 roku ponownie występowała wraz z zespołem Moonlight.
Od 2022 jest wokalistką w zespole Rosegarden a od 2023 roku w zespole Caro Mane.

## Dyskografia
Występy gościnne
- Sirrah – Acme (1996, Metal Mind Productions)
- Karcer – Nic nikomu o niczym (2002, Jimmy Jazz Records)
- Tumbao – Rise My Soul (2002, W Moich Oczach)
- ctrl-alt-del – ctrl-alt-del (2005, ctrl-alt-del)
- My Riot – Sweet Noise (2011, EMI Music Poland)

## Nagrody i wyróżnienia
| Rok  | Kategoria                                   | Nagroda                      | Nota       |
| ---- | ------------------------------------------- | ---------------------------- | ---------- |
| 2002 | Zespół roku (Moonlight)                     | Plebiscyt Metal Hammer, 2001 | 5 miejsce  |
| 2002 | album roku metal (Moonlight - Candra)       | Fryderyk                     | Nominacja  |
| 2003 | Zespół roku (Moonlight)                     | Plebiscyt Metal Hammer, 2002 | 10 miejsce |
| 2003 | Album roku (Moonlight - Candra)             | Plebiscyt Metal Hammer, 2002 | 5 miejsce  |
| 2003 | Osobowość roku (Maja Konarska)              | Plebiscyt Metal Hammer, 2002 | 4 miejsce  |
| 2001 | Najlepsza wokalistka                        | Plebiscyt Tylko Rock, 2000   | 5 miejsce  |
| 2004 | Najlepsze DVD (Moonlight - Awaken Memories) | Plebiscyt Teraz Rock, 2003   | 3 miejsce  |
| 2005 | Najlepsza wokalistka                        | Plebiscyt Teraz Rock, 2004   | 10 miejsce |
| 2006 | Najlepsza wokalistka                        | Plebiscyt Teraz Rock, 2005   | 9 miejsce  |